# 日本とセーシェルの関係
日本とセーシェルの関係（にほんとセーシェルのかんけい、フランス語: Relations entre le Japon et les Seychelles、英語: Japan–Seychelles relations） では、日本とセーシェルの関係について概説する。日本とセーシェル共和国の関係、日本とセイシェルの関係とも。友好的な関係を築いている。

## 両国の比較
|                   | セーシェル                               | 日本                            | 両国の差                      |
| ----------------- | ---------------------------------------- | ------------------------------- | ----------------------------- |
| 人口              | 9万8462人（2020年）                      | 1億2583万人（2020年）           | 日本はセーシェルの約1277.9倍  |
| 国土面積          | 460 km2                                  | 37万7972 km2                    | 日本はセーシェルの約821.7倍   |
| 人口密度          | 214 人/km2（2020年）                     | 345 人/km2（2020年）            | 日本はセーシェルの約1.6倍     |
| 首都              | ヴィクトリア                             | 東京都                          |                               |
| 最大都市          | ヴィクトリア                             | 東京都区部                      |                               |
| 政体              | 大統領制 共和制                          | （民主制）議院内閣制            |                               |
| 公用語            | セーシェル・クレオール語 フランス語 英語 | 日本語（事実上）                |                               |
| 通貨              | セーシェル・ルピー                       | 日本円                          |                               |
| 国教              | なし                                     | なし                            |                               |
| 人間開発指数      | 0.796                                    | 0.919                           |                               |
| 民主主義指数      | ‐                                        | 7.99                            |                               |
| GDP（名目）       | 11億2494万米ドル（2020年）               | 4兆9754億1524万米ドル（2019年） | 日本はセーシェルの約4,422.8倍 |
| 一人当たり名目GDP | 11,425.1米ドル（2020年）                 | 39,538.9米ドル（2020年）        | 日本はセーシェルの約3.5倍     |
| GDP（購買力平価） | 30億1643万米ドル（2019年）               | 5兆5043億3091万米ドル（2019年） | 日本はセーシェルの約1824.8倍  |
| 一人当たり実質GDP | 30,898.2米ドル（2019年）                 | 43,593.5米ドル（2019年）        | 日本はセーシェルの約1.4倍     |
| 経済成長率        | 1.5%（2019年）                           | 0.3%（2019年）                  |                               |
| 軍事費            | 1881万4132米ドル（2020年）               | 491億4855万米ドル（2020年）     | 日本はセーシェルの約2612.3倍  |
| 地図              |                                          |                                 |                               |

## 歴史
1976年6月29日、セーシェルは平和的にイギリスから独立した。そのことから日本は同日にセーシェルを国家承認し後日外交関係を樹立、大使館はナイロビにあった在ケニア日本国大使館がセーシェルを兼轄することとなった。一方でセーシェル側も日本に大使館を設置せず、クアラルンプールにあった在マレーシア・セーシェル大使館が日本を兼轄した。しかし2003年10月、財政上の理由により在マレーシア・セーシェル大使館が閉鎖され、セーシェルは一時的に対日在外公館未開設の状態になる。その後2007年5月、北京に在中セーシェル大使館が開設され、これが日本の兼轄を開始することで外交的空白は解消された。そして2009年3月には東京に在日セーシェル名誉総領事館が開設され、ここでようやく日本に直接のセーシェルの在外公館が設置された。一方で日本は長らく在ケニア日本国大使館がセーシェルを兼轄していたが2019年1月、兼勤駐在官事務所として在セーシェル日本国大使館が首都ヴィクトリアに開かれた。
2011年3月11日には日本にて東日本大震災が発生。セーシェルの第3代大統領ジェイムス・ミッシェルは日本に対してお見舞いのメッセージを送っている。

## 外交

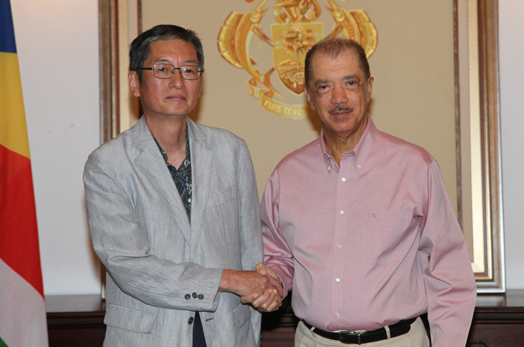
駐セーシェル日本大使(ケニア常駐)の寺田達志とジェイムス・ミッシェルの会談

### 二国間関係
日本は東アジア、セーシェルは東アフリカに属しているため地理的に遠く、予てより接点は少ない。一方でセーシェルの経済水準はアフリカの中では最も先進国に近く、かつ安定した民主主義、資本主義、自由主義を構築しており、法の支配や人権の尊重と言った価値観も共有している。そのため、関係は良好である。
またセーシェル、マダガスカル、モーリシャス、コモロ、およびフランス領のレユニオンといったアフリカ島嶼部諸国で構成される「インド洋委員会」という組織が存在しているが、日本は2020年よりこの国際組織のオブザーバーとなってインド洋委員会との連携を強化している。

### 日本要人のセーシェル訪問
まだ内閣総理大臣や国務大臣のセーシェル訪問はない。2015年には副大臣級として初めて城内実外務副大臣がセーシェルを訪問し、セーシェルに対する経済援助や再生可能エネルギー分野での協力が話し合われた。2018年には佐藤正久外務副大臣が訪問し、ダニー・フォール大統領を表敬して「自由で開かれたインド太平洋戦略」に基づいた日本とセーシェルの安全保障上の協力についての議論がなされた。

### セーシェル要人の訪日
2009年3月にはセーシェル大統領ジェイムス・ミッシェルが訪日。天皇との会見、麻生太郎との首脳会談を実施したほか、在東京セーシェル名誉総領事館開設記念式典に出席した。アフリカ開発会議のためミッシェル大統領は2013年6月にも訪日を実施し、安倍晋三と首脳会談を行っている。
2018年12月、セーシェル副大統領兼外務大臣のヴィンセント・メリトンが訪日。河野太郎と外相会談を実施し友好関係を強化した。
2019年8月、第4代セーシェル大統領のダニー・フォールがアフリカ開発会議のために訪日。安倍晋三との首脳会談では西インド洋の航行の自由の重要性が確認され、安全保障上の連携が協議された。

## 経済関係
2019年の日本の対セーシェル貿易は輸出品12.8億円、輸入品82.4億円であり、アフリカ諸国では珍しく日本の大幅な赤字になっている。その理由としてはセーシェルの観光業に次ぐ主産業は日本でも人気のあるマグロやエビを対象とした漁業であり、それらが冷凍や缶詰といった加工を施され日本に輸出されているからである。一方で日本の対セーシェル輸出品は自動車が主である。
前述したように日本に対して海産物を輸出していることから、日本のセーシェルに対する援助は主に水産業に関連している。主なものとしては2008年6月には「マヘ島零細漁業施設整備計画(10.86億円)」という無償資金協力が、2016年にはその発展となる「第二次マヘ島零細漁業施設整備計画(14.6億円)」が実施された。また日本は欧州連合やアラブ首長国連邦に次ぐセーシェルの主要援助国である。
なお、セーシェルの1人あたりの所得はアフリカにおいて群を抜いて高く、2018年1月に開発援助委員会が定めるDACリスト(OECDから経済援助を受けるべき国のリスト)から卒業したものの、小島嶼国特有の脆弱性を有しており、経済的・社会的に支援を必要とする状況が認められることから日本は引き続き支援を実施する意向を示している。

## 文化交流
文化無償協力として20世紀中には数百万単位での視聴覚機材、楽器、印刷機材、テレビ放送用機材やテレビ番組といった物品が日本からセーシェルに対して供与された。
2020年東京オリンピック・パラリンピックにおいては宮崎県綾町がセーシェル選手団のホストタウンになり、スポーツ交流や教育的な交流が事前に行われた。

## 外交使節

### 駐日セーシェル大使
- フィリップ・ル・ガル（北京常駐、2008年 ‐ 2018年） - 駐中華人民共和国大使との兼任[34]。
- ビビアン・フォック・ターヴェ（英語版）（北京常駐、2018年 ‐ 2023年） ‐ 駐中華人民共和国大使との兼任[35]。これまでに駐オランダ大使、駐ルクセンブルク大使、駐ハンガリー大使、駐ベルギー大使、駐バチカン市国大使を歴任した。
- アンヌ・ラフォルテューン（北京常駐、2023年 - ） - 駐中華人民共和国大使との兼任[36]。